# Fredrik Johansson (ishockeyspelare)
För andra betydelser, se Fredrik Johansson.
Fredrik Håkan Aunes Johansson, född 12 mars 1975 i Västervik, är en svensk före detta ishockeyspelare. Efter att ha inlett sin seniorkarriär med två säsonger för Skellefteå AIK i Division 1, värvades Johansson av Luleå HF i Elitserien inför säsongen 1995/96. Under sina två första säsonger i laget vann klubben både SM-guld och SM-silver. Efter ytterligare en säsong lämnade han Luleå för spel med Linköping HC i Division 1. Under sin första säsong i klubben var han med att ta laget till Elitserien för första gången i klubbens historia. Totalt tillbringade Johansson fem säsonger i Linköping innan han avslutade sin spelarkarriär på grund av skadeproblem.
Johansson representerade Sverige vid JVM i Kanada 1995, där laget tog brons.
Han är styvfar till ishockeyspelaren Malte Strömwall.

## Karriär

### Klubblag
Vid 18 års ålder spelade Johansson för Skellefteå AIK i Division 1. Under sin första säsong i klubben noterades han för 16 poäng på 26 matcher. Säsongen därpå var han lagets näst bästa spelare poängmässigt då han blev tvåa, bakom Chris Kontos, i lagets interna poängliga. Han hade ett snitt på mer än en poäng per match. På 31 matcher stod han för 33 poäng, varav 18 mål och 15 assister.
Inför säsongen 1995/96 värvades Johansson till Luleå HF i Elitserien. Luleå vann grundserien och Johansson noterades för ett mål på 24 grundseriematcher. I det efterföljande SM-slutspelet spelade han samtliga 13 matcher. Luleå slog ut Malmö IF (3–2) och Färjestad BK (3–1) i kvarts-, respektive semifinal. I finalserien besegrades Frölunda HC med 3–1 i matcher och laget tog därmed sitt första SM-guld i klubbens historia. I slutspelet stod Johansson för två mål och en assistpoäng. Säsongen därpå blev Johanssons poängmässigt bästa med Luleå. Laget slutade tvåa i grundserien och på 44 matcher noterades Johansson för tolv poäng (åtta mål, fyra assist). Laget tog sig till final i SM-slutspelet för andra året i följd då man slog ut Frölunda HC och AIK i kvarts-, respektive semifinal. I finalserien, mot Färjestad BK, föll man dock med 3–1 i matcher och Johansson tilldelades därför ett SM-silver. På tio slutspelsmatcher noterades han för ett mål och en assist.
Johansson spelade sedan ytterligare en säsong i Luleå och hade ett år kvar på kontraktet med klubben när avtalet bröts inför säsongen 1998/99. Han värvades därefter till Linköping HC i Division 1. Laget tog sig till Kvalserien, vilken man vann och därmed lyckades avancera till Elitserien. I sin första säsong med Linköping i Elitserien skadade Johansson ledbandet i ena knäet och var borta från spel fram till i början av januari 2000. Linköping slutade sist i grundserien och Johansson stod för 13 poäng på 24 matcher (nio mål, fyra assist). Laget misslyckades sedan i Kvalserien, varför man degraderades. Den efterföljande säsongen, 2000/01, vann Johansson lagets interna poängliga och blev sjua i Allsvenskans totala poängliga. På 42 grundseriematcher stod han för 43 poäng (20 mål, 23 assist). Linköping vann Allsvenskan Södra i överlägsen stil, 13 poäng före tvåan. Man kvalificerade sig därmed till Superallsvenskan, där man slutade tvåa, bakom Södertälje SK och var då klart för spel i Kvalserien till Elitserien i ishockey 2001. I kvalserien säkrade Linköping avancemang till Elitserien i den sista omgången genom en 2–3-seger mot Södertälje SK. Den 24 mars 2001 meddelades det att Johansson förlängt sitt avtal med Linköping med ytterligare två år. Säsongen 2001/02, Johansson fjärde i Linköping, blev lagets resultatmässigt bästa säsong. Genom en tiondeplats i tabellen undvek laget Kvalserien och var klara för Elitseriespel säsongen 2002/03. Johansson gjorde sin poängmässigt bästa säsong i Elitserien då han noterades för 25 poäng på 50 matcher (15 mål, 10 assist) och blev trea, bakom Per Eklund och Stefan Gustavsson, i lagets interna poängliga.
Säsongen 2002/03 kom att bli Johanssons sista. Han hann spela 16 grundseriematcher för Linköping innan han fick höftproblem. I slutet av januari 2003 opererades han och gjorde sedan ett misslyckat comebackförsök innan säsongens slut.

### Landslag
Johansson blev uttagen att spela JVM i Kanada 1995. På sju matcher tog Sverige fyra segrar och slutade trea i turneringen, varför man tilldelades ett brons. På dessa sju matcher noterades Johansson för tre mål och en assistpoäng.

## Statistik

### Klubblag
| 1993–94           | Skellefteå AIK    | Div. 1            | 26  | 9  | 7  | 16 | 18  | —  | — | — | —  | —  |
| 1994–95           | Skellefteå AIK    | Div. 1            | 31  | 18 | 15 | 33 | 26  | —  | — | — | —  | —  |
| 1995–96           | Luleå HF          | Elitserien        | 24  | 1  | 0  | 1  | 10  | 13 | 2 | 1 | 3  | 4  |
| 1996–97           | Luleå HF          | Elitserien        | 44  | 8  | 4  | 12 | 12  | 10 | 1 | 1 | 2  | 6  |
| 1997–98           | Luleå HF          | Elitserien        | 46  | 4  | 4  | 8  | 12  | 3  | 0 | 0 | 0  | 2  |
| 1998–99           | Linköping HC      | Div. 1            | 40  | 8  | 11 | 19 | 52  | 10 | 3 | 5 | 8  | 12 |
| 1999–00           | Linköping HC      | Elitserien        | 24  | 9  | 4  | 13 | 32  | 10 | 4 | 7 | 11 | 33 |
| 2000–01           | Linköping HC      | HA                | 42  | 20 | 23 | 43 | 47  | 10 | 2 | 5 | 7  | 27 |
| 2001–02           | Linköping HC      | Elitserien        | 50  | 15 | 10 | 25 | 28  | —  | — | — | —  | —  |
| 2002–03           | Linköping HC      | Elitserien        | 16  | 2  | 2  | 4  | 6   | —  | — | — | —  | —  |
| Elitserien totalt | Elitserien totalt | Elitserien totalt | 204 | 39 | 24 | 63 | 100 | 26 | 3 | 2 | 5  | 12 |

### Internationellt
| År            | Lag           | Turnering     | Matcher | Mål | Assists | Poäng | Utv. |
| ------------- | ------------- | ------------- | ------- | --- | ------- | ----- | ---- |
| 1995          | Sverige       | JVM           | 7       | 3   | 1       | 4     | 2    |
| Junior totalt | Junior totalt | Junior totalt | 7       | 3   | 1       | 4     | 2    |